# Nature Publishing Group
Nature Publishing Group (NPG) è un gruppo editoriale internazionale che pubblica riviste accademiche, a sua volta parte dal 2015 del gruppo anglo-tedesco Springer Nature.
Al di fuori dell'editoria accademica, NPG pubblica anche Scientific American, una delle più antiche e prestigiose riviste di divulgazione scientifica.

## Pubblicazioni
Oltre a Nature, che è la pubblicazione principale, il Nature Publishing Group ha al suo attivo l'edizione di tre famiglie di riviste accademiche collegate:
Nature Research Journals:
- Nature Biotechnology
- Nature Cell Biology
- Nature Chemical Biology
- Nature Chemistry (da aprile 2009)
- Nature Communications (da aprile 2010)
- Nature Genetics
- Nature Geoscience (da gennaio 2008)
- Nature Immunology
- Nature Lab Animal
- Nature Materials
- Nature Medicine
- Nature Methods
- Nature Nanotechnology (da ottobre 2006)
- Nature Neuroscience
- Nature Photonics (da gennaio 2007)
- Nature Physics
- Nature Protocols (da giugno 2006)
- Nature Structural & Molecular Biology

Nature Reviews Journals:
- Nature Reviews Cancer 
- Nature Reviews Drug Discovery
- Nature Reviews Genetics
- Nature Reviews Immunology
- Nature Reviews Microbiology
- Nature Reviews Molecular Cell Biology
- Nature Reviews Neuroscience
- Nature Reviews Cardiology

Nature Clinical Practice Journals:
- Nature Clinical Practice Cardiovascular Medicine
- Nature Clinical Practice Endocrinology & Metabolism
- Nature Clinical Practice Gastroenterology & Hepatology
- Nature Clinical Practice Neurology
- Nature Clinical Practice Nephrology
- Nature Clinical Practice Oncology
- Nature Clinical Practice Rheumatology
- Nature Clinical Practice Urology

Nature Online Publications:
- Nature China (da gennaio 2007)